# Walt Bellamy
Walter Jones Bellamy (ur. 24 lipca 1939 w New Bern, zm. 2 listopada 2013) – amerykański koszykarz występujący na pozycji środkowego, mistrz olimpijski z Rzymu, członek Koszykarskiej Galerii Sław.
Mierzący 211 cm wzrostu koszykarz studiował na Indiana University, gdzie występował w drużynie uniwersyteckiej Indiana Hoosiers. Do NBA został wybrany z numerem 1 w drafcie w 1961 przez Chicago Packers i w organizacji tej – występującej także pod innymi nazwami – występował do 1965.
Jako debiutant rozegrał najlepszy pod względem statystycznym sezon w całej swojej zawodowej karierze. Notował średnio 31,6 punktu, 19 zbiorek oraz 2,7 asysty, przy skuteczności z gry wynoszącej 51,9%. Jako strzelec zajął drugą pozycję w NBA, w zbiórkach był drugi, natomiast w skuteczności rzutów z gry okazał się najlepszy w całej lidze. Już w trakcie fazy zasadniczej doceniono jego osiągnięcia, zapraszając do udziału w NBA All-Star Game. Po zakończeniu rozgrywek został wybrany jednogłośnie debiutantem roku.
W trakcie całej swojej kariery brał czterokrotnie udział w meczu gwiazd NBA. W późniejszych latach występował także w New York Knicks (1965-1968), Detroit Pistons (1968-1969), Atlanta Hawks (1970-1974) i New Orleans Jazz (1974-1975).
W sezonie 1968-69 ustanowił rekord NBA w liczbie meczów rozegranych podczas jednego sezonu regularnego (88). Stało się to możliwe w wyniku transferu zawodnika do Detroit Pistons, którzy w momencie wymiany mieli za sobą 6 meczów mniej niż New York Knicks, skąd Bellamy przychodził.
Po opuszczeniu ligi w 1974, Bellamy został sklasyfikowany na szóstym miejscu wśród najlepszych strzelców wszech czasów (20 941 punkty - 20,1) oraz na trzecim wśród najlepiej zbierających (14 241 zbiórek - 13,1) zawodników w historii NBA.

## Osiągnięcia
NCAA
- Wybrany do:
  - II składu All-American (1961)[6]
  - I składu All-Big Ten (1960, 1961)[1]
  - składu stulecia Uniwersytetu Indiana (2000)
  - Akademickiej Galerii Sław Koszykówki (2006)[7]

NBA
- Debiutant Roku NBA (1962)[5]
- Uczestnik meczu gwiazd:
  - NBA (1962–1965)[8]
  - Legend NBA (1985, 1986)[9]
- Lider:
  - sezonu regularnego w skuteczności rzutów z gry (1962)[10]
  - play-off w skuteczności rzutów z gry (1971)[11]
- Rekordzista ligi w liczbie meczów rozegranych w jednym sezonie regularnym - 88 (sezon 1968-69)
- Wybrany do Koszykarskiej Galerii Sław (Naismith Memorial Basketball Hall Of Fame - 1993)[1]

Reprezentacja
- Mistrz olimpijski (1960)[12]
- Wybrany do Koszykarskiej Galerii Sław jako członek drużyny olimpijskiej z 1960 roku (Naismith Memorial Basketball Hall Of Fame - 2010)[13]